# Хана Мандликова
Хана Мандликова (на чешки: Hana Mandlíková) е чешка тенисистка, състезавала се за Чехословакия и от 1988 г. за Австралия.
В кариерата си печели четири титли в турнири от големия шлем на сингъл, от които две на Откритото първенство на Австралия (1980 и 1987), и по една на Ролан Гарос (1981) и на Откритото първенство на САЩ (1985).
Оттегля се от професионалния тенис поради контузия на 28-годишна възраст.
През 1994 г. е включена в Международната тенис зала на славата.

## Биография
Дъщеря е на чехословашкия лекоатлет Вилем Мандлик, полуфиналист на 200 м от олимпийските игри в Мелбърн през 1956 г.
През 1978 г. тя е първата тенисистка, № 1 в публикуваната от ITF световна ранглиста за девойки.
След оттеглянето си от професионалния тенис през 1990 г. Мандликова става успешен треньор. Подготвя Яна Новотна в продължение на 9 години и е капитан на отбора на Чехия за Фед Къп.

## Успехи

### Победи в турнири от Големия шлем (4)
| Година | Турнир                              | Съперник            | Резултат                  |
| 1980   | Открито първенство на Австралия     | Уенди Търнбул       | 6 – 0, 7 – 5              |
| 1981   | Ролан Гарос                         | Силвия Ханика       | 6 – 2, 6 – 4              |
| 1985   | Открито първенство на САЩ           | Мартина Навратилова | 7 – 6(3), 1 – 6, 7 – 6(2) |
| 1987   | Открито първенство на Австралия (2) | Мартина Навратилова | 7 – 5, 7 – 6(1)           |

### Загубени финали в турнири от Големия шлем (4)
| Година | Турнир                    | Съперник            | Резултат            |
| 1980   | Открито първенство на САЩ | Крис Евърт          | 7 – 5, 1 – 6, 1 – 6 |
| 1981   | Уимбълдън                 | Крис Евърт          | 2 – 6, 2 – 6        |
| 1982   | Открито първенство на САЩ | Крис Евърт          | 3 – 6, 1 – 6        |
| 1986   | Уимбълдън                 | Мартина Навратилова | 6 – 7(1), 3 – 6     |

### Титли на двойки в турнири от Големия шлем (1)
| Година | Турнир                    | Партньор            | Съперници                      | Резултат            |
| 1989   | Открито първенство на САЩ | Мартина Навратилова | Мери Джо Фернандес Пам Шрайвър | 5 – 7, 6 – 4, 6 – 4 |

### Загубени финали на двойки в турнири от Големия шлем (3)
| Година | Турнир                    | Партньор          | Съперници                       | Резултат            |
| 1984   | Ролан Гарос               | Клаудия Коде-Килш | Мартина Навратилова Пам Шрайвър | 6 – 4, 2 – 6, 2 – 6 |
| 1986   | Уимбълдън                 | Уенди Търнбул     | Мартина Навратилова Пам Шрайвър | 1 – 6, 3 – 6        |
| 1986   | Открито първенство на САЩ | Уенди Търнбул     | Мартина Навратилова Пам Шрайвър | 4 – 6, 6 – 3, 3 – 6 |